# Eric Duivenvoorden
Eric Duivenvoorden (Den Haag, 1962) is een Nederlands socioloog, filosoof en publicist.

## Biografie
Duivenvoorden richtte in 1991 het Staatsarchief op, het archief van de Nederlandse kraak- en actiebeweging. Dit archief werd in 2000 onderdeel van het Internationaal Instituut voor Sociale Geschiedenis in Amsterdam. Samen met regisseur Joost Seelen maakte hij in 1996 De stad was van ons, een filmdocumentaire over de Amsterdamse kraakbeweging.
Hij publiceerde over de kraakbeweging, het kroningsoproer van 1980, nozems en provo's, en Robert Jasper Grootveld.

## Werken
- Een voet tussen de deur. Geschiedenis van de kraakbeweging 1964-1999, De Arbeiderspers, 2000.
- Het kroningsoproer. 30 april 1980 – reconstructie van een historisch keerpunt, De Arbeiderspers, 2005.
- Met emmer en kwast. Veertig jaar Nederlandse actieaffiches 1965-2005, Het Fort van Sjakoo, 2005.
- Magiër van een nieuwe tijd. Het leven van Robert Jasper Grootveld, De Arbeiderspers, 2009.
- Rebelse jeugd. Hoe nozems en provo's Nederland veranderden, Nieuw Amsterdam, 2015.